# Ellens dritter Gesang

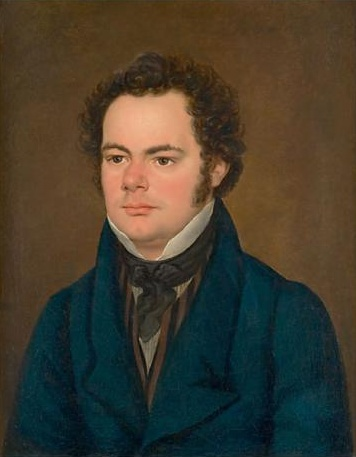
Franz Schubert

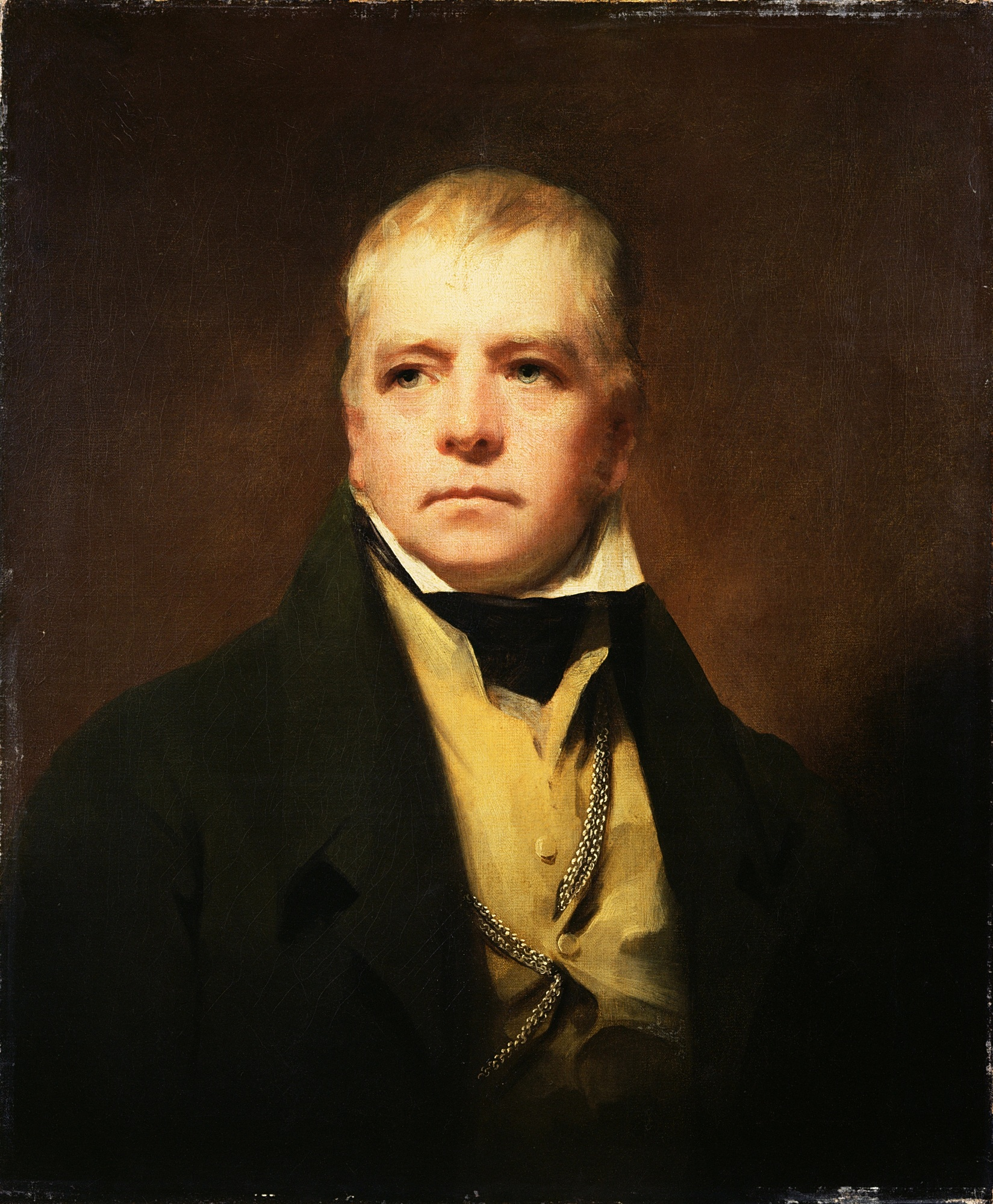
Walter Scott

Ellens dritter Gesang (Ellens Gesang III „Hymne an die Jungfrau“, D 839, Op. 52 Nr. 6) ist ein Kunstlied von Franz Schubert aus dem Jahr 1825.

## Herkunft
Das oft als Schuberts Ave Maria bezeichnete Stück basiert auf Walter Scotts Gedicht The Lady of the Lake.
Die deutsche Übersetzung fertigte Adam Storck an. Storcks Fassung berichtet von dem Mädchen Ellen Douglas, der Lady of the Lake („Fürstin des Sees“). Sie versteckt sich mit ihrem Vater in einer Höhle, um der Rache des Königs gegen Roderick Dhu, einen Clanchef, zu entgehen, der ins Exil geschickt wurde und ihr ein Obdach gegeben hat. In ihrer Verzweiflung richtet sie ein Gebet an die Jungfrau Maria und bittet sie um Hilfe.
Die Eröffnungsworte und der Refrain „Ave Maria“ führen neben dem Ave Maria von Bach/Gounod zu häufiger Verwendung des Lieds auch in Gottesdiensten (etwa zu Hochzeiten und Beerdigungen). Hierbei wird oft der lateinische Text des Ave Maria anstatt des romantischen Originaltexts zu Schuberts Melodie gesungen.

## Stellung innerhalb des Zyklus
Schubert vertonte 1825 eine Auswahl von sieben Liedern aus Scotts The Lady of the Lake. Sie wurden 1826 als sein op. 52 veröffentlicht. Die Lieder sind in der Besetzung nicht einheitlich: Die drei Gesänge Ellens sind Klavierlieder für eine Frauenstimme, die Lieder Normans und des Grafen Douglas waren für den Bariton Johann Michael Vogl vorgesehen. Die beiden restlichen Gesänge sind für je ein Männer- und ein Frauenensemble geschrieben.
1. Ellens Gesang I D 837 „Raste Krieger, Krieg ist aus“ / „Soldier rest! the warfare o’er“
2. Ellens Gesang II D 838 „Jäger, ruhe von der Jagd“ / „Huntsman, rest! thy chase is done“
3. Bootgesang D 835 „Triumph, er naht“ / „Hail to the chief“, Männerquartett (TTBB)
4. Coronach (Totengesang der Frauen und Mädchen) D 836 „Er ist uns geschieden“ / „He is gone to the mountain“, Chorlied (SSA)
5. Normans Gesang D 846 „Die Nacht bricht bald herein“
6. Ellens Gesang III (Hymne an die Jungfrau) D 839 „Ave Maria! Jungfrau mild!“ / „Ave Maria! maiden mild!“, Lied für Frauenstimme
7. Lied des gefangenen Jägers D 843 „Mein Roß so müd“ / „My hawk is tired“

Schubert vertonte die Lieder auf die deutschen Übertragungen der Texte. Mit Ausnahme von Nr. 5 waren die Lieder jedoch offenbar auch dafür vorgesehen, mit den ursprünglichen englischen Texten herausgegeben zu werden. Die recht freie Übertragung von Adam Storck musste dazu jeweils der Musik entsprechend übersetzt und eingerichtet werden, was mit nicht unerheblichen Schwierigkeiten verbunden war.

## Text vonEllens drittem Gesang
Scott’s Hymn to the Virgin

Ave, Maria! maiden mild!

Oh listen to a maiden’s prayer;

For thou canst hear tho’ from the wild,

And Thou canst save amid despair.

Safe may we sleep beneath thy care

Tho’ banish’d outcast and reviled,

Oh, Maiden hear a maiden’s prayer.

Oh Mother, hear a suppliant child!

Ave Maria!

Ave, Maria! undefiled!

The flinty couch we now must share,

Shall seem with down of eider piled

If Thy protection hover there.

The murky cavern’s heavy air

Shall breath of Balm if thou hast smiled;

Then, Maiden hear a maiden’s prayer.

Oh Mother, hear a suppliant child!

Ave Maria!

Ave, Maria! stainless-styled!

Foul demons of the earth and air,

From this their wonted haunt exiled,

Shall flee before thy presence fair.

We bow us to our lot of care

Beneath Thy guidance reconciled,

Hear for a maid a maiden’s prayer;

And for a father hear a child!

Ave Maria!
Storcks Übersetzung

Ave Maria! Jungfrau mild,

Erhöre einer Jungfrau Flehen,

Aus diesem Felsen starr und wild

Soll mein Gebet zu dir hinwehen.

Wir schlafen sicher bis zum Morgen,

Ob Menschen noch so grausam sind.

O Jungfrau, sieh der Jungfrau Sorgen,

O Mutter, hör ein bittend Kind!

Ave Maria!

Ave Maria! Unbefleckt!

Wenn wir auf diesen Fels hinsinken

Zum Schlaf, und uns dein Schutz bedeckt

Wird weich der harte Fels uns dünken.

Du lächelst, Rosendüfte wehen

In dieser dumpfen Felsenkluft,

O Mutter, höre Kindes Flehen,

O Jungfrau, eine Jungfrau ruft!

Ave Maria!

Ave Maria! Reine Magd!

Der Erde und der Luft Dämonen,

Von deines Auges Huld verjagt,

Sie können hier nicht bei uns wohnen,

Wir woll’n uns still dem Schicksal beugen,

Da uns dein heil’ger Trost anweht;

Der Jungfrau wolle hold dich neigen,

Dem Kind, das für den Vater fleht.

Ave Maria!

## Schuberts Frömmigkeit
Schubert schreibt am 25. (28.?) Juli 1825 aus Steyr an Vater und Stiefmutter:

„Auch wundert man sich sehr über meine Frömmigkeit, die ich in einer Hymne an die heil. Jungfrau ausgedrückt habe und, wie es scheint, alle Gemüter ergreift und zur Andacht stimmt. Ich glaube, das kommt daher, weil ich mich zur Andacht nie forciere […]“

Diese Briefstelle kommentiert Peter Härtling in seinem Schubert-Roman wie folgt:

„Womit er unauffällig aber genau dem Vater eine Antwort gibt auf ungezählte, meistens in Geschrei endende Auseinandersetzungen über den wahren Glauben und die rechte Frömmigkeit.“

## Verwendung in modernen Medien
Ellens dritter Gesang wird in den Computerspielen Rainbow Six: Raven Shield und Hitman: Blood Money verwendet. Auch ist er das Titellied des Films Hitman – Jeder stirbt alleine.
Im Film Der freie Wille gibt es eine längere Szene in einer Kirche, in der Ellens dritter Gesang von Bernadette Büllmann gesungen wird.
Im Filmklassiker Fantasia ist Schuberts Werk auch zu hören, ebenso in der Zeichentrickserie South Park in Episode 2 der 2. Staffel.
In der Literaturverfilmung Christine / L’Amante pura (F/I 1958; nach Arthur Schnitzlers Liebelei;
Musik: Georges Auric) ist dieses Lied mit Orchesterbegleitung zu hören (Orchester, Sängerin: unbekannt). Christine (Romy Schneider), Schubert-Liebhaberin wie ihr Vater (Cellospieler am Theater in der Josefstadt),
verliebt sich unglücklich in einen ungebildeten, verständnislosen Dragoner (Alain Delon): Ihr Verlobter erkennt nicht einmal den als Büste in ihrem Jungmädchenzimmer stets gegenwärtigen Komponisten.
Christine singt ihr Gebet bei ihrer Aufnahmeprüfung am K. K. Hof-Operntheater in Wien: voll Gefühlsinnigkeit, gleichsam in düsterer Vorahnung des schweren Schicksals ihres leidgeprüften Vaters. Dieser Auftritt ist der Höhepunkt von Christines noch jungem Leben, kurz vor ihrem tragischen Ende.
Brendan Kavanagh verwendete im Jahr 2018 das Ave Maria in einem seiner das Publikum mystifizierenden Auftritte an einem ziemlich verstimmten öffentlichen Klavier in London. Er selbst trat in seinem üblichen schwarzen Hoodie und mit scheinbar tätowierten Fingern, auf denen die Worte „Love“ und „Hate“ zu lesen waren, und mit scheinbar aufgeschürften Knöcheln auf. Die Sängerin Marika Rauscher spielte ein Mädchen aus Essex, das angeblich einen schweren Hangover hatte und während des Singens mit einem leeren Kaffeebecher hantierte. Auf dem Video scheinen die vorbeieilenden Massen keine Notiz von dem seltsamen Paar zu nehmen; am Schluss ist allerdings dann doch lebhafter Applaus zu hören.